# Acianthera miqueliana
Acianthera miqueliana é uma pequena espécie de orquídea (Orchidaceae) originária do Brasil, em Roraima, Amapá, Amazonas e Pará, além da Guiana, Venezuela, Equador e Peru, antigamente subordinada ao gênero Pleurothallis.

## Publicação e sinônimos
- Acianthera miqueliana (H.Focke) Pridgeon & M.W.Chase, Lindleyana 16: 244 (2001).

Sinônimos homotípicos:
- Specklinia miqueliana H.Focke, Tijdschr. Natuurk. Wetensch. Kunsten 2: 199 (1849).
- Pleurothallis miqueliana (H.Focke) Lindl., Fol. Orchid. 9: 17 (1859).
- Stelis miqueliana (H.Focke) Lindl., Fol. Orchid. 9: 17 (1859).
- Humboltia miqueliana (H.Focke) Kuntze, Revis. Gen. Pl. 2: 667 (1891).

Sinônimos heterotípicos:
- Pleurothallis fimbriata Lindl., Fol. Orchid. 9: 17 (1859).
- Humboltia fimbriata (Lindl.) Kuntze, Revis. Gen. Pl. 2: 667 (1891).
- Pleurothallis longisepala Barb.Rodr., Vellosia, ed. 2, 1: 115 (1891).